# Comté de Decatur (Kansas)
Pour les articles homonymes, voir Comté de Decatur.
Le comté de Decatur est l’un des 105 comtés de l’État du Kansas, aux États-Unis. Il a été fondé le 20 mars 1873.
Siège et plus grande ville : Oberlin.

## Géolocalisation
|                  | Comté de Red Willow (Nebraska) | Comté de Furnas (Nebraska) |
| Comté de Rawlins | Comté de Decatur               | Comté de Norton            |
| Comté de Thomas  | Comté de Sheridan              |                            |